# Luigi Carletti
 Luigi Carletti  (ur. 16 lipca 1960 w Piombino) – włoski dziennikarz i pisarz.

## Życiorys
Urodził się w miejscowości Piombino we włoskiej prowincji Livorno. Jego rodzina pochodzi z wyspy Elba. Ukończył szkołę średnią Guglielmo Marconi w Piombino, po której studiował politologię na uniwersytecie w Pizie. Toskanię opuścił w 1985 r. w związku z pracą dziennikarza. Jako dziennikarz i kierownik redakcji pracował w wielu włoskich gazetach, takich jak: la Repubblica, Il Tirreno czy L’Espresso. Od 2000 r. mieszka w Rzymie, gdzie oprócz pisania jest wolnym strzelcem. W 1985 r. zagrał w filmie Figlio mio, infinitamente caro.

## Nagrody
W 1995 roku został włoskim dziennikarzem roku i otrzymał nagrodę Premiolino.

## Twórczość
- Una traccia nella palude, wyd. Baldini&Castoldi (1996)
- Giuramento etrusco, wyd. Baldini&Castoldi (1998)
- Alla larga dai comunisti, wyd. Baldini&Castoldi (2006)
- Lo schiaffo, wyd. Baldini&Castoldi (2008)
- Prigione con piscina, wyd. Mondadori (2012)
- Six femmes au foot (Sei donne alla partita), wyd. Liana Levi (2013)
- Cadavere squisito, wyd. Mondadori (2013)
- Supernotes[2], wraz z agentem Kasprem, wyd. Mondadori (2014),(Superdolary, przekład: Anna Osmólska-Mętrak, Natalia Mętrak-Ruda, wyd. Świat Książki, 2016)
- L’Affaire Supernotes, wyd. XO Editions (2014)
- Superdòlares, wyd. Debate (2014),